# Liste der Stolpersteine in Maßbach

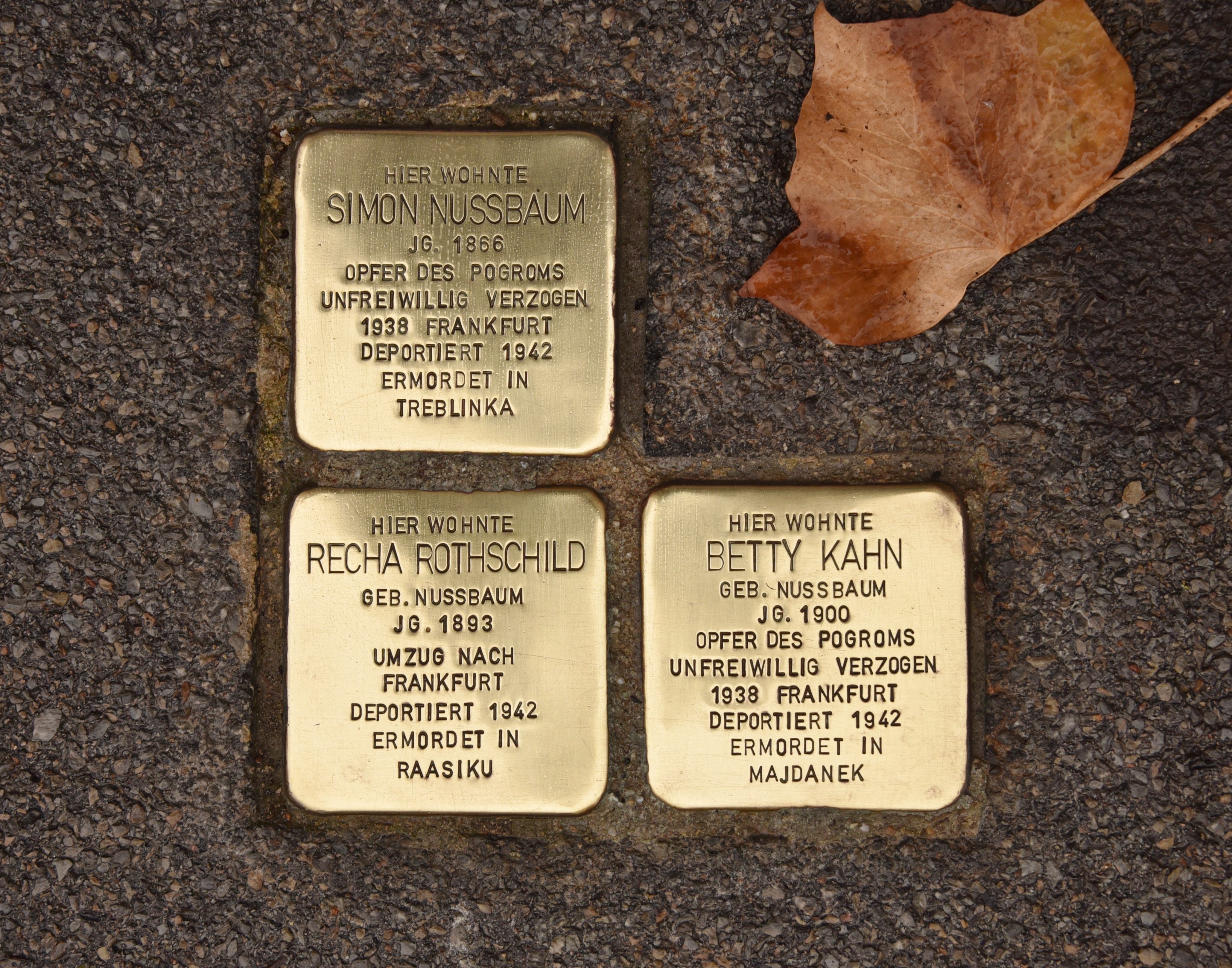
Stolpersteine für Simon Nussbaumer und seine Töchter Recha und Betty

Die Liste der Stolpersteine in Maßbach enthält die Stolpersteine, die vom Kölner Künstler Gunter Demnig im unterfränkischen Markt Maßbach verlegt wurden. Stolpersteine erinnern an das Schicksal der Menschen, die von den Nationalsozialisten ermordet, deportiert, vertrieben oder in den Suizid getrieben wurden. Sie liegen im Regelfall am letzten selbstgewählten Wohnsitz des Opfers.
Die ersten Verlegungen in Maßbach erfolgten am 4. Oktober 2012.

## Die jüdische Gemeinde von Maßbach

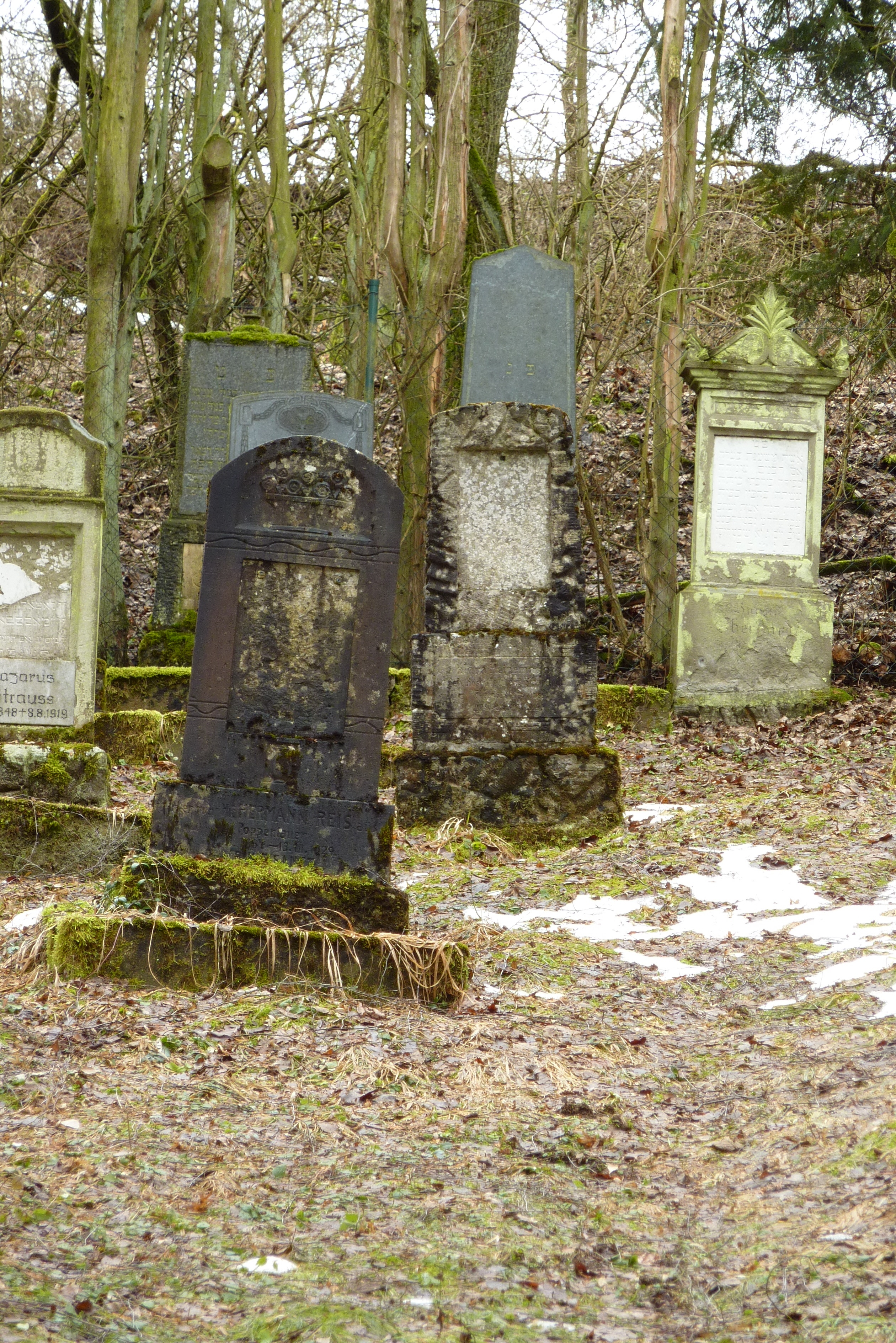
Jüdischer Friedhof von Maßbach

Maßbachs jüdische Gemeinde geht in die Zeit des 15./16. Jahrhunderts zurück. 1446 gab es einen Streit über die Rechte von Juden und Christen zwischen den Herren von Maßbach und Wilhelm von Schaumberg. Erwähnungen von Juden gab es auch im 16. Jahrhundert, namentlich 1556, als die unter dem Schutz der Grafen von Henneberg lebenden Juden ausgewiesen wurden. Hingegen durften die unter dem Schutz der Herren von Maßbach stehenden Juden offensichtlich bleiben. 1687 nannte eine Quelle 29 unter dem Schutz der Grafen von Hatzfeldt stehende Juden. 1710 gab es 18 jüdische Haushaltungen am Ort mit zusammen 90 Personen. Zwischen 1800 und 1816 wurden 27 Häuser genannt, die in jüdischem Besitz gewesen sein sollen. 1766 wurde in Maßbach eine Talmud-Tora-Schule gegründet. Im 19. Jahrhundert schwankte der prozentuelle Anteil der jüdischen Einwohner zwischen 6,7 % und 17,9 %. Im Jahr 1910 fanden sich nur mehr 67 Juden in Maßbach, das waren damals 5,2 % der Gesamtbevölkerung.
Es gab in der Gemeinde eine Synagoge, die jüdische Elementarschule (bis 1920, danach eine Religionsschule), ein rituelles Bad und ab 1902 einen Friedhof. Zuvor mussten die verstorbenen Juden von Maßbach in Kleinbardorf beigesetzt werden. Bis 1920 gab es einen jüdischen Elementarlehrer, danach einen Religionslehrer, der zugleich als Vorbeter und Schächter fungierte. Mitte der 1920er Jahre wurden noch 31 jüdische Gemeindeglieder gezählt, 2,3 % der Bevölkerung. Die jüdischen Gemeindevorsteher waren damals Samuel Eberhard, A. Friedmann, F. Heidelberger und A. Frank. Im Schuljahr 1932/33 gab es vier schulpflichtige jüdische Kinder am Ort. 1933 lebten noch 34 jüdische Personen in Maßbach.

„Aus der Perspektive von Scham und Schuld ist es daher eine Pflicht, die Schicksale unserer jüdischen Mitbürger nicht zu vergessen. In ihrer ehemaligen Synagoge, hier in der Maßbacher, soll so ein Beitrag dazu geleistet werden.“

## Listen der Stolpersteine
Die Tabellen sind teilweise sortierbar; die Grundsortierung erfolgt alphabetisch nach dem Familiennamen.

### Maßbach
In Maßbach selbst wurden am 4. Oktober 2012 dreizehn Stolpersteine verlegt.
| Stolperstein | Inschrift | Verlegeort                                | Name, Leben |
| ------------ | --- | ----------------------------------------- | --- |
|              | HIER WOHNTE JOHANNA EBERHARDT GEB. HEUMANN JG. 1878 DEPORTIERT 1942 THERESIENSTADT ERMORDET 1.7.1944                                              | Marktplatz 2 ·                            | Johanna Eberhardt, geborene Heumann, wurde am 28. Februar 1878 in Hoffenheim geboren. Sie heiratete Simon Max Eberhardt, einen Viehhändler in Maßbach, genannt Joukufsmax. Sie lebten gemeinsam mit ihren Töchtern Hilda und Gertrud (geboren 1909 bzw. 1913), ihrem Ehemann und dessen Schwester Marianne. Die Familie zählte zu den letzten Juden von Maßbach, die am 14. Juli 1942 abgeholt und via Würzburg nach Theresienstadt deportiert wurden. Ihr Mann verlor sein Leben bereits in Würzburg. Johanna Eberhardt wurde am 10. September 1942 mit dem Transport II/25, Zug Da 512 abtransportiert. Ihre Transportnummer war 936. Johanna Eberhardt verlor ihr Leben in Theresienstadt nach nahezu zwei Jahren Haft im Konzentrationslager am 1. Juli 1944. Ihre Tochter Gertrud Ledermann und deren Ehemann wurden beide 1942 im KZ Auschwitz ermordet. Auch ihre Schwägerin wurde vom NS-Regime in Theresienstadt ums Leben gebracht. Überleben konnte nur ihre Tochter Hilda, verheiratet mit Berthold Baum (1911–1993), emigriert in die Vereinigten Staaten. Sie starb im Februar 2001 in Rockville, Maryland. |
|              | HIER WOHNTE MARIANNE EBERHARDT JG. 1881 DEPORTIERT 1942 THERESIENSTADT ERMORDET 21.4.1943                                                         | Marktplatz 2 ·                            | Marianne Eberhardt wurde am 20. Juni 1881 als Tochter von Jakob Eberhardt (1844–1917) und Johanna, geborene Freudenthal, (1849–1906) in Maßbach geboren. Sie hatte vier Brüder, Alexander (1871–1872), Isidor (1873–1942), Samuel (1875) und Simon Max (1877), genannt Joukufsmax, sowie eine Schwester Dorothea, auch Dora genannt (1889). Sie blieb unverheiratet, ihr Bruder Simon Max, ein Viehhändler, in dessen Haushalt sie wohnte, heiratete Johanna Heumann aus Hoffenheim. Joukufsmax und seine Frau bekamen zwei Töchter. Die Familie zählte zu den letzten Juden von Maßbach, die am 14. Juli 1942 abgeholt und via Würzburg nach Theresienstadt deportiert wurden. Marianne Eberhardt wurde am 10. September 1942 mit Transport II/25 Zug Da 512 abtransportiert. Ihre Transportnummer war 935. Marianne Eberhardt verlor ihr Leben am 21. April 1943 in Theresienstadt. Auch zwei ihrer Geschwister wurden vom NS-Regime ermordet: Dorothea am 18. Januar 1941 im Internierungslager Gurs und Simon Max starb am 26. Juli 1942 in NS-Gewahrsam in Würzburg. Ihr Bruder Isidor starb 1942 im Exil in São Paulo. Das Schicksal von Samuel ist unbekannt. Auch Schwägerin Johanna, Nichte Gertrud und deren Ehemann wurden vom NS-Regime ermordet. |
|              | HIER WOHNTE SIMON MAX EBERHARDT 'JOUKUFSMAX' JG. 1877 ZWANGSWEISE VERZOGEN 1942 WÜRZBURG SAMMELLAGER DÜRERSTRASSE 20 TOT 6.7.1942                 | Marktplatz 2 ·                            | Simon Max Eberhardt, genannt „Joukufsmax“, wurde am 9. Juli 1877 als Sohn von Jakob Eberhardt und Johanna, geborene Freudenthal in Maßbach geboren. Er wird fallweise auch als Sigmund Eberhardt bezeichnet, was zu Verwechslungen mit einem anderen Maßbacher Juden führt, der so hieß, der aber die NS-Zeit überleben konnte und 1957 in den Vereinigten Staaten starb. Er hatte drei Brüder, Alexander (1871–1872), Isidor (1873–1942) und Samuel (1875) und zwei Schwestern, Marianne (1881) und Dorothea (1889). Er wurde Viehhändler und heiratete Johanna, geborene Heumann aus Hoffenheim. Das Ehepaar hatte zwei Töchter, Hilda (1909–2001, später verheiratete Baum) und Gertrud (1913–1942, später verheiratete Ledermann). Die Familie zählte zu den letzten Juden von Maßbach, die am 14. Juli 1942 abgeholt wurden. Schon am Tag davor verabschiedete sich der Joukufsmax bei seinen Kollegen in der Gemeinde, für die er arbeiten musste, mit folgenden Worten: „Wir sind heute zum letzten Mal hier, morgen werden wir abgeholt, wir sehn uns nie wieder.“ Die Familie wurde verhaftet und nach Würzburg verbracht, wo sie auf die Deportation in ein Konzentrationslager warten musste. Während dieser Wartezeit verstarb am 26. Juli 1942 Simon Max Eberhardt im Alter von 65 Jahren. Er wurde ebendort begraben. Seine Frau wurde am 1. Juli 1944 – nach nahezu zwei Jahren Haft im Konzentrationslager Theresienstadt – ums Leben gebracht. Seine Tochter Gertrud Ledermann und deren Ehemann wurden beide 1942 im KZ Auschwitz ermordet. Seine Schwester Dorothea kam am 18. Januar 1941 im Internierungslager Gurs um, seine Schwester Marianne am 21. April 1943 in Theresienstadt. Sein Bruder Isidor starb 1942 im Exil in São Paulo. Ab 1941 wurde sein Haus zu einem „Judenhaus“ umfunktioniert, alle noch lebenden Maßbacher Juden wurden dort zwangsweise untergebracht. |
|              | HIER WOHNTE BIANKA FRANK GEB. GIPS JG. 1876 DEPORTIERT 1942 IZBICA ERMORDET                                                                       | Neue Straße 13 ·                          | Bianka Frank, geborene Gips, wurde am 25. Dezember 1876 in Walldorf geboren. Sie heiratete Abraham Frank, den Bruder von David Frank, und zog zu ihm nach Maßbach. Die Ehe blieb kinderlos. Nach dem frühen Tod ihres Ehemanns im Jahr 1933 holte sie ihren Bruder Max Gips und dessen Frau Maria nach Maßbach. In der Pogromnacht des Jahres 1938 entkamen sie nur knapp den randalierenden Nationalsozialisten. Während sich die Frauen in den rückwärtigen Gärten versteckten, flüchtete Max Gips in den Stall der Nachbarn. In den Folgetagen wurde die Familie von Nachbarn heimlich mit Lebensmitteln versorgt, über die Fenster der Rückseite des Hauses, nicht einsehbar von der Straße. In jener Nacht wurde ihr Haus „nur“ verwüstet, 1941 wurde es Bianka Frank weggenommen und die drei Bewohner wurden zwangsgeräumt. Sie mussten, wie auch alle anderen noch in Maßbach lebenden Juden, ins Haus des Joukufsmax am Markt umziehen. Am 24. April 1942 zählten die Mitglieder der Familie Gips-Frank zu den ersten Juden, die aus Maßbach abgeholt und deportiert wurden. Sie wurden nach Krasnystaw deportiert. Von dort wurden sie ins Ghetto Izbica überstellt. Bianka Frank hat die Shoah nicht überlebt. Auch ihr Bruder und ihre Schwägerin haben nicht überlebt. Im Transport befanden sich 852 Juden. Niemand hat überlebt. |
|              | HIER WOHNTE DAVID FRANK 'LÄJSER' JG. 1896 DEPORTIERT 1942 THERESIENSTADT ERMORDET 30.5.1943                                                       | Wirthsgasse 4 ·                           | David Frank, genannt Läjser, wurde am 25. Dezember 1869 in Thundorf in Unterfranken als ältester Sohn von Lazarus und Jette Frank geboren. Er zog 1876 mit seiner Familie nach Maßbach, übernahm später den väterlichen Viehhandel und heiratete Hannchen Haas aus Oberelsbach. Die Ehe blieb kinderlos, doch seine Frau hatte ihren Neffen Viktor Haas als Pflegesohn mit in die Ehe gebracht. David Frank war ein erfolgreicher Händler, allseits beliebt und wurde schließlich zum Vorstand der Israelitischen Cultusgemeinde gewählt. 1938 flüchtete der Pflegesohn nach Rhodesien, wo ihn allerdings das Heimweh plagte. „Wären in Deutschland andere Verhältnisse würde ich barfuß nach Hause laufen!“ schrieb er nach Maßbach. Indes wurden seine Pflegeeltern von den NS-Behörden schikaniert und von der gleichgeschalteten Presse diffamiert. David Frank wurde Steuerhinterziehung vorgeworfen. Er wurde zu einer Geldstrafe in Höhe von 7.400 Mark verurteilt und in der Zeitung war zu lesen: „Das schändliche Gebaren der Juden, die auch nicht vor der armen Rhönbevölkerung Halt machen und oft das letzte Stück Vieh aus dem Stall ergaunern, kann nicht hoch genug bestraft werden.“ Mit Hass und Häme versuchten die Nationalsozialisten die Reputation des angesehenen Viehhändlers zu zerstören. Am 10. September 1942 wurde er zusammen mit seiner Frau mit dem Transport II/25, Zug Da 512 von Nürnberg in das Konzentrationslager Theresienstadt deportiert. Seine Transportnummer war 943. David Frank wurde dort am 30. Mai 1943 vom NS-Regime ermordet. Seine Frau wurde nach Auschwitz deportiert und ermordet. Seine Schwägerin Bianca Frank wurde nach Izbica deportiert und überlebte ebenfalls nicht. |
|              | HIER WOHNTE HANNCHEN FRANK GEB. HAAS JG. 1873 DEPORTIERT 1942 AUSCHWITZ ERMORDET 18.5.1944                                                        | Wirthsgasse 4 ·                           | Hannchen Frank, geborene Haas, wurde am 21. Oktober 1873 im unterfränkischen Oberelsbach geboren. Sie heiratete den angesehenen Vierhhändler David Frank und zog zu ihm nach Maßbach. Die Ehe blieb kinderlos, doch hatte sie ihren Neffen Viktor Haas als Pflegesohn mit in die Ehe gebracht. Ihr Ehemann, allseits beliebt, wurde zum Vorstand der Israelitischen Cultusgemeinde gewählt. 1938 flüchtete der Pflegesohn nach Rhodesien, wo ihn allerdings das Heimweh plagte. Indes wurden seine Pflegeeltern von den NS-Behörden schikaniert und von der gleichgeschalteten Presse diffamiert. Am 10. September 1942 wurde das Ehepaar Frank mit dem Transport II/25, Zug Da 512 von Nürnberg in das Konzentrationslager Theresienstadt deportiert. David Frank wurde dort am 30. Mai 1943 vom NS-Regime ermordet. Hannchen Frank wurde am 18. Mai 1944 in das Vernichtungslager Auschwitz deportiert und dort ermordet. |
|              | HIER WOHNTE MARIA GIPS GEB. NUSSBAUM JG. 1878 DEPORTIERT 1942 ERMORDET IN KRASNYSTAW                                                              | Neue Straße 13 ·                          | Maria Gips, geborene Nussbaum, auch Marie, wurde am 19. August 1878 in Regensburg geboren. Ihre Eltern waren Max Nußbaum, der in der Schäffnerstraße 18 ein Kurzwarengeschäft betrieb, und Fanny, geborene Traub. Sie war wohnhaft in Ingolstadt, später mit ihrem Ehemann Max Gips im thüringischen Sonneberg. Dort betrieb ihr Ehemann ein Schuhgeschäft, welches jedoch nach der Machtergreifung der Nationalsozialisten und deren Hetze gegen jüdische Geschäftsleute aufgegeben werden musste. Zuletzt wohnte das Ehepaar in Maßbach bei ihrer Schwägerin Bianka Frank, einer kinderlosen Witwe. Während der Novemberpogrome 1938 befanden sich Maria Gips, ihr Ehemann und ihre Schwägerin in akuter Gefahr. Randalierende Nationalsozialisten verwüsteten das Haus. während sich die beiden Frauen im hinteren Teil des Gartens versteckt hielten. Der Ehemann war in den Hühnerstall der Nachbarn geflüchtet. 1941 wurde das Haus „arisiert“und zwangsgeräumt. Im April 1942 wurde Maria Gips – gemeinsam mit ihrem Ehemann und ihrer Schwägerin – von den Nazis verhaftet und nach Würzburg verschleppt. Sie wurden von dort gemeinsam am 25. April 1942 in das polnische Krasnystaw deportiert. Maria Gips wurde vom NS-Regime ermordet, ebenso ihr Mann und ihre Schwägerin. |
|              | HIER WOHNTE MAX GIPS JG. 1878 DEPORTIERT 1942 ERMORDET IN KRASNYSTAW                                                                              | Neue Straße 13 ·                          | Max Gips wurde am 5. August 1878 in Walldorf geboren. Er heiratete Maria, geborene Nussbaum, wohnte mit ihr in Sonneberg und betrieb ein Schuhgeschäft. Nach den Boykottaufrufen der Nationalsozialisten („Kauft nicht bei Juden!“) verschlechterte sich die Ertragslage dramatisch. Nach dem Tod seines Schwagers Abraham Frank im Jahr 1933 zogen Max Gips und seine Ehefrau nach Maßbach, wo die kinderlose Witwe Bianka Frank, seine Schwester, lebte. In der sogenannten Reichskristallnacht im November 1938 entkamen die drei nur knapp den randalierenden Nazis. Max Gips flüchtete in das Hühnerhaus der Nachbarn, die beiden Frauen versteckten sich im hinteren Teil des Gartens. Das Haus der Schwester wurde in dieser Nacht verwüstet und danach konnten sie nur mit Hilfe von Nachbarn überleben, die sie über die rückseitig gelegenen Fenster mit Nahrungsmitteln versorgten. 1941 wurde das Haus zwangsgeräumt und arisiert. Max Gips, seine Ehefrau und seine Schwester mussten in das Haus des Joukufsmax am Markt umziehen. Im April 1942 zählten sie zu den ersten Maßbacher Juden, die vom NS-Regime verhaftet und nach Würzburg verschleppt wurden. Sie wurden von dort gemeinsam mit Ehefrau und Schwester am 25. April 1942 in das polnische Krasnystaw deportiert. Max Gips wurde vom NS-Regime ermordet, ebenso die zwei Frauen. |
|              | HIER WOHNTE LINA HEIDELBERGER GEB. ROSSMANN JG. 1861 WOHNHAFT IM JÜDISCHEN ALTERSHEIM WÜRZBURG DEPORTIERT 1942 THERESIENSTADT ERMORDET 20.10.1942 | Neue Straße 6 ·                           | Lina Heidelberger geb. Rossmann, wurde am 8. Januar 1861 in Maßbach 77 geboren. Ihre Eltern waren Herz and Chaia Rossmann. Sie hatte zumindest noch einen Bruder, den 1863 geborenen Anselm. Am 26. April 1892 heiratete Lina Rossmann Felix Heidelberger (1866–1935) aus Burgsinn, Sohn von Löb Heidelberger und Babetta, geborene Oppenheimer. Das Paar wohnte in Maßbach in Haus Nr. 85 ½. Sie hatten zumindest drei Kinder: Marta, Paula und Hermann. Hermann wurde Viehhändler. Felix Heidelberger starb 1935. Am 14. November 1938 wurde ihr Sohn Hermann verhaftet und kurzzeitig in Bad Kissingen inhaftiert. 1939 konnte sich ein Teil der Familie in Sicherheit bringen, Lina Heidelberger blieb in einem Würzburger Altenheim zurück. Von dort wurde sie am 23. September 1942 über Nürnberg mit dem Transport II/26, Train Da 518 nach Theresienstadt deportiert. Lina Heidelberger wurde dort am 20. Oktober 1942 ermordet. Ihre Tochter Marta (geboren 1895), lebte mit ihrem Ehemann Rudolf Frank und den Kindern Trude und Lotte in Zeilitzheim. Sie wurden alle in Riga ermordet. Ihre Kinder Paula und Hermann und deren Familien lebten zuletzt in Israel. Ihre Enkelin Ingeborg war zum Zeitpunkt der Flucht acht Jahre alt, sie lebte unter dem Namen Lea Neugebauer in Savei Zion, Israel, und war die letzte lebende Zeitzeugin Maßbachs. Sie starb Anfang 2017. Ihr Bruder Anselm Rossmann wurde 1941 im Camp de Gurs ermordet. |
|              | HIER WOHNTE BETTY KAHN GEB. NUSSBAUM JG. 1900 OPFER DES POGROMS UNFREIWILLIG VERZOGEN 1938 FRANKFURT DEPORTIERT 1942 ERMORDET IN MAJDANEK         | Bäckergasse Ecke Volkershausener Straße · | Betty Kahn geb. Nussbaum, wurde am 29. April 1900 in Maßbach geboren. Ihre Eltern waren Simon Nussbaum und Karoline, geborene Strauß. Sie hatte eine Schwester, Recha. Betty Nussbaum wurde Modistin und konnten nach dem Tod ihrer Mutter im Jahr 1919 mit dem Verkauf ihrer Hüte etwas zum Familienunterhalt beitragen. Im Dezember 1937 heiratete sie den Vertreter Sigmund Kahn aus Gleicherwiesen, der im Haushalt der Nussbaums einzog. Sie wurde am 11. Juni 1942 in das Vernichtungslager Sobibor deportiert (laut dem Gedenkbuch), laut dem Stolperstein wurde sie in das Konzentrations- und Vernichtungslager Lublin-Majdanek deportiert. Betty Kahn hat die Shoah nicht überlebt. Ihr Ehemann wurde am 11. Juni 1942 nach Maidanek deportiert, wo er am 9. Juli 1942 ermordet wurde. Ihr Vater wurde in Treblinka ermordet, ihre Schwester in Raasiku. |
|              | HIER WOHNTE SIMON NUSSBAUM JG. 1866 OPFER DES POGROMS UNFREIWILLIG VERZOGEN 1938 FRANKFURT DEPORTIERT 1942 ERMORDET IN TREBLINKA                  | Bäckergasse Ecke Volkershausener Straße · | Simon Nussbaum wurde am 26. August 1866 in Mittelsinn geboren. Er wurde Handelsmann und heiratete Karolina geb. Strauß (1860–1919), Tochter des Maßbacher Metzgers Nathan Strauß und dessen Ehefrau Rebekka geb. Themar. Das Ehepaar hatte zwei Töchter, Recha (1893) und Betty (1900). Nach dem Tod seiner Frau musste er seine Töchter alleine durch die schwere Nachkriegszeit bringen. Die ältere heiratete nach Frankfurt am Main, die jüngere begann als Modistin zu arbeiten und heiratete schließlich im Dezember 1937. Der Schwiegersohn, Sigmund Kahn, zog im Haushalt ein. In der Pogromnacht versteckten sich die drei beim Nachbarn Ames (auf Nummer 89), während Nazi-Schergen in ihre Wohnung eindrangen und das Mobiliar zerschlugen. Am 18. August 1942 wurde er nach Theresienstadt deportiert und von dort am 26. September 1942 in das Vernichtungslager Treblinka. Simon Nussbaum hat die Shoah nicht überlebt. Auch seine zwei Töchter wurden vom NS-Regime ermordet. |
|              | HIER WOHNTE RECHA ROTHSCHILD GEB. NUSSBAUM JG. 1893 UMZUG NACH FRANKFURT DEPORTIERT 1942 ERMORDET IN RAASIKU                                      | Bäckergasse Ecke Volkershausener Straße · | Recha Rothschild geb. Nussbaum, wurde am 11. September 1893 in Maßbach geboren. Ihre Eltern waren Simon Nussbaum und Karoline, geborene Strauß. Sie hatte eine Schwester, Betty. Recha Nussbaum heiratete Leopold Rothschild und zog nach Frankfurt am Main. Nach dem Novemberpogrom kehrte sie nach Maßbach zurück um Vater und Schwester abzuholen. Deren Einrichtung war zerschlagen worden, sie waren des Lebens nicht mehr sicher. Als sie mit ihrer Schwester und einem großen Überseekoffer am Bahnhof von Maßbach stand, wurden die beiden von einer Bekannten gefragt, ob sie verreisen wollten: „Ja, nach Haifa“, lautete die Antwort. Die Ausreise gelang jedoch nicht mehr. Recha Rothschild wurde am 24/26. September 1942 nach Raasiku deportiert und vom NS-Regime ermordet. Der Vater wurde in Treblinka ermordet, die Schwester in Majdanek. |
|              | HIER WOHNTE REBEKKA STRAUSS GEB. HUBERT JG. 1862 DEPORTIERT 1942 ERMORDET IN TREBLINKA                                                            | Poppenlauererstraße 9 ·                   | Rebekka Strauss geb. Hubert, wurde am 19. Dezember 1862 in Cronheim geboren. Sie heiratete den Maßbacher Metzger Lazarus Strauß (1858–1919), den Bruder von Karolina Nussbaum. Das Ehepaar Strauss hatte drei Kinder: Joseph Eugen (1885-194?), Siegfried (1892–1935) und Rosa (geboren 1901). Der Ehemann besaß das Haus 122 auf der Hauptstraße, in dem die Familie bis 1911 wohnte. Da die Geschäfte schlecht gingen, musste er das Haus verkaufen. Die Familie übersiedelte 1911 zur Miete auf Hausnummer 86. Nach dem Tod des Ehemannes wurde der Witwe und ihren Kindern von der israelitischen Gemeinde eine kleine Wohnung auf Nummer 161 zur Verfügung gestellt. Der Reihe nach zogen die Kinder aus. In der Pogromnacht war die ältere Witwe alleine. Die Nazis zerschlugen die Scheiben und das Bett war voller Scherben. Sie soll zitternd auf einem Stuhl gesessen haben und immer wieder wiederholt haben: „Der alte Gott, er lebet noch“. Es folgten weitere vier Jahre der Angst. Am 14. Juli 1942 wurde sie mit den letzten Juden aus Maßbach nach Würzburg überstellt und von dort am 10. September 1942 nach Theresienstadt deportiert. Rebekka Strauss wurde wenig später im Vernichtungslager Treblinka ermordet. Auch ihr Sohn Joseph Eugen verlor im Rahmen der Shoah das Leben. Er wurde von München in den Osten deportiert und dort von Vertretern des NS-Regimes ermordet. Sohn Siegfried starb 1935 in Stuttgart. Die Tochter konnte rechtzeitig nach New York City flüchten. Sie heiratete dort einen Mann namens Rosenbusch, der aus Gochsheim stammte. Sie nannte sich danach Rosel Royce. Aus dem Jahr 1961 ist ein Brief nach Maßbach überliefert, in dem sie das Schicksal der Mutter beklagt. Sie starb 1983 in New York an Krebs. Sie wird auch im Buch eines entfernten Verwandten, Sel Hubert, erwähnt, der ihr Testamentsverwalter wurde.                      |

### Poppenlauer
Im Ortsteil Poppenlauer wurden im September 2020 von Gunter Demnig 21 Stolpersteine verlegt.
| Stolperstein | Inschrift                                                                                                  | Verlegeort      | Name, Leben        |
| ------------ | --- | --------------- | ------------------ |
|              | HIER WOHNTE ISIDOR GRÜNBAUM JG. 1871 DEPORTIERT 1942 THERESIENSTADT ERMORDET 2.3.1943                      | Hauptstraße 101 | Isidor Grünbaum    |
|              | HIER WOHNTE JETTE GRÜNBAUM GEB. HEIMANN JG. 1873 GEDEMÜTIGT / ENTRECHTET TOT 5.6.1942                      | Hauptstraße 101 | Jette Grünbaum     |
|              | HIER WOHNTE ADOLF HEINEMANN JG. 1876 'SCHUTZHAFT' 1938 DACHAU DEPORTIERT 1942 KRASNYSTAW ERMORDET          | Hauptstraße 104 | Adolf Heinemann    |
|              | HIER WOHNTE AMALIE HEINEMANN GEB. HEIMANN JG. 1882 DEPORTIERT 1942 KRASNYSTAW ERMORDET                     | Hauptstraße 104 | Amalie Heinemann   |
|              | HIER WOHNTE BETTY HEINEMANN JG. 1902 DEPORTIERT 1942 KRASNYSTAW ERMORDET                                   | Am Falltor 4    | Betty Heinemann    |
|              | HIER WOHNTE ERNST HEINEMANN JG. 1922 MIT HILFE FLUCHT 1938 USA                                             | Hauptstraße 82  | Ernst Heinemann    |
|              | HIER WOHNTE GERDA HEINEMANN JG. 1911 DEPORTIERT 1942 KRASNYSTAW ERMORDET                                   | Am Falltor 4    | Gerda Heinemann    |
|              | HIER WOHNTE ILSE HEINEMANN JG. 1924 DEPORTIERT 1942 KRASNYSTAW ERMORDET                                    | Hauptstraße 82  | Ilse Heinemann     |
|              | HIER WOHNTE KAROLINA HEINEMANN GEB. KREMER JG. 1870 DEPORTIERT 1942 THERESIENSTADT BEFREIT                 | Am Falltor 4    | Karolina Heinemann |
|              | HIER WOHNTE NATHAN HEINEMANN JG. 1901 DEPORTIERT 1941 RIGA KOWNO 1944 DACHAU ERMORDET 18.1.1945            | Am Falltor 4    | Nathan Heinemann   |
|              | HIER WOHNTE SOFIE HEINEMANN JG. 1898 DEPORTIERT 1942 KRASNYSTAW ERMORDET                                   | Am Falltor 4    | Sophie Heinemann   |
|              | HIER WOHNTE THEKLA HEINEMANN GEB. STERN JG. 1891 DEPORTIERT 1942 KRASNYSTAW ERMORDET                       | Hauptstraße 82  | Thekla Heinemann   |
|              | HIER WOHNTE FRIEDA KLAU JG. 1872 DEPORTIERT 1942 THERESIENSTADT ERMORDET 29.4.1943                         | Hauptstraße 72  | Frieda Klau        |
|              | HIER WOHNTE ELEONORE KREMER GEB. WILDBERG JG. 1880 DEPORTIERT 1942 THERESIENSTADT ERMORDET 11.4.1943       | Hauptstraße 96  | Eleonore Kremer    |
|              | HIER WOHNTE PHILIPP KREMER JG. 1873 DEPORTIERT 1942 THERESIENSTADT ERMORDET 23.9.1943                      | Hauptstraße 96  | Philipp Kremer     |
|              | HIER WOHNTE ELLA REIS JG. 1925 DEPORTIERT 1942 KRASNYSTAW ERMORDET                                         | Am Falltor 11   | Ella Reis          |
|              | HIER WOHNTE FANNY REIS GEB. EDELSTEIN JG. 1876 DEPORTIERT 1942 THERESIENSTADT ERMORDET 18.5.1944 AUSCHWITZ | Hauptstraße 109 | Fanny Reis         |
|              | HIER WOHNTE MARTA REIS GEB. GRÜNSPECHT JG. 1891 DEPORTIERT 1942 KRASNYSTAW ERMORDET                        | Am Falltor 11   | Marta Reis         |
|              | HIER WOHNTE OTTO REIS JG. 1876 SCHUTZHAFT 1938 GEFÄNGNIS BAD KISSINGEN DEPORTIERT 1942 KRASNYSTAW ERMORDET | Am Falltor 11   | Otto Reis          |
|              | HIER WOHNTE SIEGFRIED REIS JG. 1921 DEPORTIERT 1942 KRASNYSTAW ERMORDET                                    | Am Falltor 11   | Siegfried Reis     |
|              | HIER WOHNTE SIMON WEIL JG. 1874 DEPORTIERT 1942 THERESIENSTADT ERMORDET 17.2.1944                          | Hauptstraße 96  | Philipp Weil       |

## Verlegedaten
- 4. Oktober 2012: Maßbach
- 29. September 2020: Poppenlauer[39]

## Orte des Gedenkens

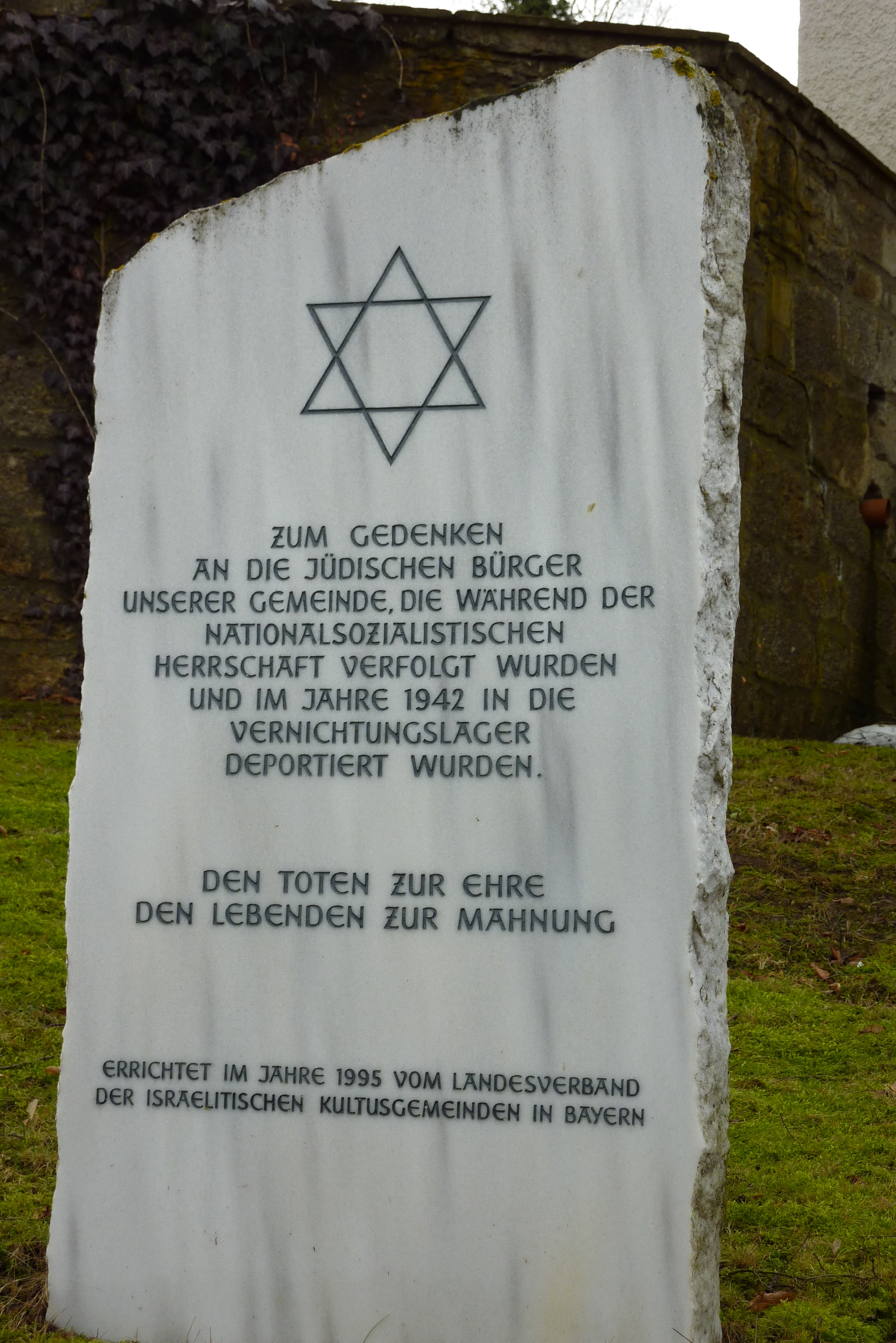
Gedenkstein in Maßbach

1995 wurde in der Nähe des jüdischen Friedhofes ein Gedenkstein für die Opfer der Shoah aus Maßbach verlegt. Der Stein wurde vom Landesverband der Israelitischen Kultusgemeinden in Bayern gestiftet. Er trägt unter anderem die Inschrift:

„Den Toten zur Ehre
Den Lebenden zur Mahnung“